# Notación sangalense
La notación sangalense o de Sant Galo es el sistema de notación musical usado entre el siglo IX y el siglo XI en los monasterios de los Alpes, de los que el más importante es el de Sant Galo, para indicar los desarrollos melódicos del repertorio litúrgico cristiano, precedente del canto. Se desarrolló gracias a la labor de los copistas benedictinos, cuyo establecimiento en estas tierras había ocurrido bajo el patrocinio de Carlomagno y sus herederos. 
Esta notación es neumática y estaba escrita en campo abierto (sin línea de referencia de tono), por lo que servía solo como una ayuda mnemotécnica para cantores y lectores, que aprendían de memoria cada desarrollo melódico. Gráficamente está relacionada con la escritura carolingia o carolina, variante gráfica generalizada en Europa a partir de Carlomagno, que es una de las bases de la notación neumática gregoriana, ya que, poco a poco, fue influyendo en otros sistemas de notación musical hasta que todos se unificaron. 
En esta notación se conservan gran parte de los más antiguos códices litúrgicos musicales católicos.
- Datos: Q6045527